# Route nationale 17C (Maroc)
La Route nationale 17C, ou N17C, est une route nationale marocaine, reliant Gueltat Zemmour à Frontière Mauritanienne.